# Lucas Saiz Sevilla
Lucas Saiz Sevilla (Burgos, 18 de octubre de 1875-Burgos, 27 de julio de 1965), fue un abogado y político español, alcalde de Burgos entre 1904 y 1905.

## Reseña biográfica
Nacido en el seno de una familia originaria de Burgos, del barrio de San Pedro de la Fuente. Su padre, Cayetano Saiz Arnáiz era Secretario de Primera Instancia en el Juzgado de Burgos. De él heredó la vocación, por lo que estudió y se doctoró en derecho y se colegió en el Ilustre Colegio de Abogados de Burgos en el 1900. Hombre popular y respetado en la ciudad, dedicado a la abogacía y a los negocios, dio su salto a la política a comienzos del siglo XX, presentándose como concejal en las elecciones municipales de noviembre de 1901. Fue nombrado alcalde de Burgos a finales de 1903, a la temprana edad de 29 años, comenzando su mandato el 1 de enero de 1904. Cabe destacar su preocupación por la salubridad de la ciudad, realizando una gran inversión en la construcción del alcantarillado y suprimiendo los pozos negros. También se realizaron obras en el Cementerio de San José y se reparó el Puente de Malatos. Bajo su mandato, quedó aislada la Catedral de Burgos al adquirirse y derribarse las casas colindantes. Realizó gestiones para que se implantase en Burgos la Academia de Infantería y para la construcción del ferrocarril Madrid-Bilbao. También es conocida su iniciativa para llevar a cabo la rehabilitación de una sección de la muralla de Burgos para crear el conocido hoy como paseo de los Cubos. Uno de los momentos más célebres de su mandato fue la preparación de las actividades relacionadas con el eclipse solar del 30 de agosto de 1905. Burgos recibió la visita de Alfonso XIII acompañado de su familia y acogió a delegaciones de científicos procedentes de Francia (con reconocidos astrónomos como Henri-Alexandre Deslandres y Georges Rayet a la cabeza), Reino Unido, Bélgica, Alemania y Holanda. Sin embargo, Lucas nunca pudo ejercer como anfitrión en ese momento, ya que renunció a la alcaldía unas semanas antes. Con posterioridad fue propuesto senador por designación real, a lo que renunció por motivos familiares. En el año 1923, ya como empresario, construyó el primer garaje de servicio de automóviles de Burgos. Posteriormente, como miembro, directivo y consejero, construyó el Hospital de la Concepción y participó en la gestión del Círculo Católico de Obreros entre otras sociedades.